# Ivan Snegirjov

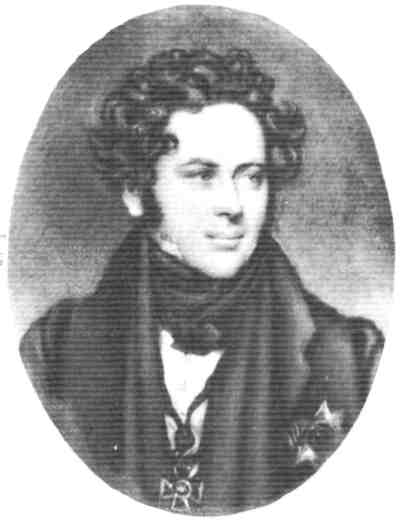
Ivan Snegirjov

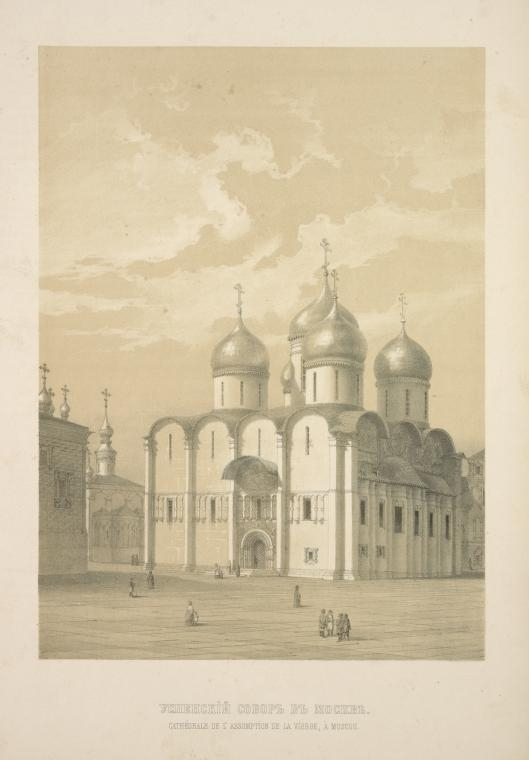
Ivan Snegirjov: Uspenskijkatedralen, Moskva (1856)

Ivan Michajlovitj Snegirjov (ryska: Иван Михайлович Снегирёв), född 4 maj (gamla stilen: 23 april) 1793 i Moskva, Kejsardömet Ryssland, död 21 december (gamla stilen: 9 december) 1868 i Sankt Petersburg, Kejsardömet Ryssland,var en rysk etnograf och arkeolog.
Snegirjov, professor vid Moskvauniversitetet, var den förste, som vetenskapligt studerade de ryska ordstäven och de gamla träsnitten samt gamla folkseder över huvud. Hans förnämsta arbeten är Russkie v svoich poslovitsach (Ryssarna i sina ordstäv, 1831-34), Russkie prostonarodnye prazdniki i suevjernye obrjady (Ryska folkfester och vidskepliga ceremonier, 1837-39), Lubotjnyja kartinki (Träsnitt, 1844, 1861) och Pamjatniki moskovskoj drevnosti (Moskovitiska fornminnen; 1842-45). Dessutom uppgjorde han en arkeologisk förteckning på alla kloster i och vid Moskva. Ivanovskij utgav 1871 första delen av Snegirjovs samlade verk med titeln Starina russkoj zemli. Snegirjov utförde även restaureringen av de gamla romanovska palatsen i Moskva.